# Ариарат X
Ариарат X Евсеб Филадельф (др.-греч.  Ἀριαράθης Εὐσεϐής Φιλάδελφος) — царь Каппадокии.
Ариарат X был сыном царя Каппадокии Ариобарзана II. В результате заговора в 52/51 году до н. э. ему наследовал его старший сын Ариобарзан III. Гай Юлий Цезарь в 47 году до н. э. наладил отношения с Каппадокией. Он, возможно, возвёл Ариарата на престол в 42 году до н. э. после убийства Ариобаразана Гаем Кассием Лонгином. Ариарат стал царём, но его права оспаривал некий Архелай.
После того как убийцы Цезаря были разбиты в битве при Филиппах (октябрь 42 года до н. э.) триумвирами Октавианом и Марком Антонием, последнему в удел достались восточные провинции Римского государства.
Марк Антоний сверг Ариарата X в 36 году до н. э., и после неудачной армянской войны возвёл на престол Архелая.